# 第34回衆議院議員総選挙
第34回衆議院議員総選挙（だい34かいしゅうぎいんぎいんそうせんきょ）は、1976年（昭和51年）12月5日に日本で行われた国会（衆議院）議員の総選挙である。

## 概説
戦後初の衆議院議員の任期4年満了に伴う総選挙で、(2024年)現在に至るまで日本国憲法の下で唯一の任期満了による（解散を伴わない）総選挙でもある。また、各新聞ではロッキード選挙という呼び方が広く使われた。
前回の第33回衆院選は、1972年、田中内閣によって行われた。その後田中角栄首相は金脈問題の政局化を受けて1974年12月に退陣し、1975年からはロッキード事件への田中関与の疑いが表面化した。田中を継いだ三木武夫首相はロッキード事件追及への積極姿勢を示し、田中派のみならずそのライバル福田派も含めた自民党内の大多数から反発を受けた（三木おろし）。
1976年7月27日の田中逮捕の前後には法務大臣の稲葉修（主流派である中曽根派）が軽口を叩いて積極姿勢を見せたため、三木に加えて稲葉に対する田中派の感情的反発も生じた。三木は衆議院解散・総選挙を経ることによる党内指導力回復を画策したが、その意図を封じるため党内は解散阻止の声に満ち、遂に三木は首相が持つ衆議院解散権を封じられたまま衆議院の任期満了を迎えた。
なお、田中内閣は1974年に衆議院での小選挙区比例代表並立制導入を含む公職選挙法改正案（定数520、小選挙区310+都道府県比例代表210）の提出を目指したが、以前に小選挙区制法案を提出した鳩山一郎と同様、カクマンダーという批判を浴びて断念した。その結果、この総選挙も従来通り中選挙区制で行われた。また、大都市部での有権者増加に伴い、定数是正が行われ、総数は491から511へと20議席増加した。
戦後、四国出身の首相が臨んだ衆院選は2022年現在、この選挙と次の第35回衆議院議員総選挙、その次の第36回衆議院議員総選挙（衆参同日選挙）のみである。

## 選挙データ

### 内閣
- 選挙時：三木改造内閣（第66代）
  - 内閣総理大臣：三木武夫（第7代自由民主党総裁）
  - 与党：自由民主党
- 選挙後：福田赳夫内閣（第67代）
  - 内閣総理大臣：福田赳夫（第8代自由民主党総裁）
  - 与党：自由民主党

### 任期満了日
- 1976年（昭和51年）12月9日

### 選挙名
- ロッキード選挙

### 公示日
- 1976年（昭和51年）11月15日

### 投票日
- 1976年（昭和51年）12月5日

### 改選数
- 511（ 20）

### 選挙制度
- 中選挙区制
  - 3人区：47（ 4）
  - 4人区：41（ 2）
  - 5人区：41
- 小選挙区制
  - 1人区：01

投票方法
秘密投票、単記投票、1票制
選挙権
満20歳以上の日本国民
被選挙権
満25歳以上の日本国民
有権者数
77,926,588（男性：37,724,016　女性：40,202,572）

### 同日実施の選挙等
国民投票
- 最高裁判所裁判官国民審査

## 選挙活動

### 党派別立候補者数
| 党派                   | 党派         | 計  | 内訳 | 内訳 | 内訳 | 男性 | 女性 | 公示前 |
| 党派                   | 党派         | 計  | 現   | 元   | 新   | 男性 | 女性 | 公示前 |
| ---------------------- | ------------ | --- | ---- | ---- | ---- | ---- | ---- | ------ |
|                        | 自由民主党   | 319 | 244  | 22   | 53   | 315  | 4    | 265    |
|                        | 日本社会党   | 162 | 103  | 17   | 42   | 159  | 3    | 112    |
|                        | 公明党       | 84  | 28   | 11   | 45   | 84   | 0    | 30     |
|                        | 日本共産党   | 128 | 38   | 0    | 90   | 116  | 12   | 39     |
|                        | 民社党       | 51  | 17   | 5    | 29   | 48   | 3    | 19     |
|                        | 新自由クラブ | 25  | 5    | 0    | 20   | 25   | 0    | 5      |
|                        | 諸派         | 17  | 0    | 2    | 15   | 16   | 1    | 0      |
|                        | 無所属       | 113 | 4    | 4    | 105  | 111  | 2    | 4      |
| 合計                   | 合計         | 899 | 430  | 61   | 399  | 874  | 25   | 474    |
| 出典：『朝日選挙大観』 |              |     |      |      |      |      |      |        |

## 選挙結果
自民党は反三木派の力が強く、党内が事実上分裂した選挙戦になった。結果、政治腐敗への批判を受けた自民党は敗北し、1955年の結党以来初めて、公認候補の当選者数が衆議院での過半数を割った。実際には保守系無所属議員の追加公認で過半数を確保したが、選挙敗北の責任を取って辞任した三木を継いだ福田赳夫内閣は、1940年代以来の「与野党伯仲国会」の運営を迫られることになった。この総選挙を期に与党自民党出身者が衆議院正副議長を独占する1961年以来の慣行が終わり、野党第1党出身者が副議長に就任することとなった。三木内閣の現職閣僚のうち、農林大臣の大石武一、自治大臣の天野公義、科学技術庁長官の前田正男の3名が議席を失ったほか、衆議院副議長の秋田大助をはじめ、赤城宗徳・小平久雄・黒金泰美・植木庚子郎・大橋武夫・小山長規・野原正勝・有田喜一などの閣僚経験者が落選した。
野党では社会党の議席が増加したが、定数増とロッキード事件の追い風を考えると党内に勝利感はなかった。この選挙で元委員長の佐々木更三・勝間田清一や副委員長の赤松勇・江田三郎、政策審議会長の堀昌雄といった党幹部が落選した。党内では全野党共闘路線を志向する委員長の成田知巳と社公民路線を進める副委員長の江田との間で抗争が激化した。江田はその後社会党を離党して社会市民連合への道を歩んだ。
言論出版妨害事件の影響を受けた前回総選挙で党史上初の大敗を喫した公明党は躍進し、1955年以降では自民・社会両党以外で初めて、予算案の組み替え動議を単独で提出できる51議席を突破した。民社党も前回総選挙の敗北からほぼ回復した。
共産党は逆に敗北し、議席数は前々回並みの水準に戻された。共産党は前回総選挙での躍進で自らが主張する民主連合政権の到来が近づいたと評価したが、社会党に対する共闘拡大の呼びかけはかえって反発を呼び、自共対決への警戒感で保守層の反共意識が目覚めた事、前回はブームに乗って取り込めた反自民の浮動票が新自由クラブに流れた事等が大きく響いた。他の理由として、日本共産党スパイ査問事件が、この年に発行された「日本共産党の研究」や国会などで取り上げられたことが挙げられる。
この総選挙での勝者は新自由クラブだった。1976年6月に河野らが自民党の政治腐敗体質を批判して離党・結成したこの党は、総選挙前には衆議院議員が5人だったが、清新な保守党のイメージが有権者に強く支持され、改選議席数の3倍を超える当選者を出した。特に首都圏では圧勝で、河野や田川がいる神奈川県では全5選挙区で公認候補が当選した。
ロッキード事件の逮捕者では田中角栄と橋本登美三郎は当選したが、佐藤孝行は落選した。また、灰色高官とされた二階堂進や加藤六月などは当選した。
なお、共産党の敗北に影響され、この選挙での女性当選者は6人にとどまった。これは、1946年の第22回衆議院議員総選挙で女性参政権が認められて39人が当選して以来、議員数、議席比率（1.2%）ともに最低で、この記録はその後も破られていない。

### 党派別獲得議席
|                          |                          |                          |           |           |            |        |        |  |  |  |  |
| 党派                     | 党派                     | 党派                     | 獲得 議席 | 増減      | 得票数     | 得票率 | 公示前 |  |  |  |  |
| 与党計                   | 与党計                   | 与党計                   | 249       | 016       | 23,653,626 | 41.78% | 265    |  |  |  |  |
|                          |                          | 自由民主党               | 249       | 016       | 23,653,626 | 41.78% | 265    |  |  |  |  |
| 野党・無所属計           | 野党・無所属計           | 野党・無所属計           | 262       | 053       | 32,959,139 | 58.22% | 209    |  |  |  |  |
|                          |                          | 日本社会党               | 123       | 011       | 11,713,009 | 20.69% | 112    |  |  |  |  |
|                          | 公明党                   | 55                       | 025       | 6,177,300 | 10.91%     | 30     |        |  |  |  |  |
|                          | 民社党                   | 29                       | 010       | 3,554,076 | 6.28%      | 19     |        |  |  |  |  |
|                          | 日本共産党               | 17                       | 022       | 5,878,192 | 10.38%     | 39     |        |  |  |  |  |
|                          | 新自由クラブ             | 17                       | 012       | 2,363,985 | 4.18%      | 5      |        |  |  |  |  |
|                          | 諸派                     | 0                        | 増減なし  | 45,114    | 0.08%      | 0      |        |  |  |  |  |
|                          | 無所属                   | 21                       | 017       | 3,227,463 | 5.70%      | 4      |        |  |  |  |  |
|                          | 欠員                     | 欠員                     | 0         | 017       | -          | -      | 17     |  |  |  |  |
| 総計                     | 総計                     | 総計                     | 511       | 020       | 56,612,765 | 100.0% | 491    |  |  |  |  |
| 有効投票数（有効率）     | 有効投票数（有効率）     | 有効投票数（有効率）     | -         | -         | 56,612,765 | 98.91% | -      |  |  |  |  |
| 無効票・白票数（無効率） | 無効票・白票数（無効率） | 無効票・白票数（無効率） | -         | -         | 623,857    | 1.09%  | -      |  |  |  |  |
| 投票者数（投票率）       | 投票者数（投票率）       | 投票者数（投票率）       | -         | -         | 57,236,622 | 73.45% | -      |  |  |  |  |
| 棄権者数（棄権率）       | 棄権者数（棄権率）       | 棄権者数（棄権率）       | -         | -         | 20,689,966 | 26.55% | -      |  |  |  |  |
| 有権者数                 | 有権者数                 | 有権者数                 | -         | -         | 77,926,588 | 100.0% | -      |  |  |  |  |
| 出典：総務省統計局       |                          |                          |           |           |            |        |        |  |  |  |  |

投票率：73.45%（前回比： 1.69%）
【男性：72.81%（前回比： 1.80%）　女性：74.05%（前回比： 1.59%）】

### 党派別当選者内訳
| 党派                   | 計  | 内訳 | 内訳 | 内訳 | 男性 | 女性 |
| 党派                   | 計  | 現   | 元   | 新   | 男性 | 女性 |
| ---------------------- | --- | ---- | ---- | ---- | ---- | ---- |
| 自由民主党             | 248 | 196  | 19   | 33   | 247  | 1    |
| 日本社会党             | 123 | 83   | 12   | 28   | 121  | 2    |
| 公明党                 | 55  | 25   | 10   | 20   | 55   | 0    |
| 民社党                 | 29  | 15   | 3    | 11   | 29   | 0    |
| 日本共産党             | 17  | 14   | 0    | 3    | 15   | 2    |
| 新自由クラブ           | 17  | 5    | 0    | 12   | 17   | 0    |
| 無所属                 | 21  | 3    | 2    | 16   | 20   | 1    |
| 合計                   | 511 | 342  | 46   | 123  | 505  | 6    |
| 出典：『朝日選挙大観』 |     |      |      |      |      |      |

## 政党
| 自由民主党：249議席 総裁：三木武夫 副総裁：椎名悦三郎 幹事長 ：内田常雄 総務会長 ：松野頼三 政務調査会長 ：桜内義雄 国会対策委員長：海部俊樹 参議院議員会長：安井謙                                   | 0 派閥別所属議員数 八日会（福田赳夫派） ：53 七日会（田中角栄派） ：43 宏池会（大平正芳派） ：39 新政同志会（中曽根康弘派）：39 政策懇談会（三木武夫派） ：32       | 0 交友クラブ（椎名悦三郎派）：11 巽会（水田三喜男派） ：11 一新会（船田中派） ：08 水曜会（石井光次郎派） ：04 無派閥 ：09                                                   |
| 日本社会党：123議席 委員長：成田知巳 副委員長 ：赤松勇 飛鳥田一雄 江田三郎 書記長 ：石橋政嗣 政策審議会長 ：堀昌雄 国会対策委員長：平林剛 参議院議員会長：小柳勇                                      | 公明党：55議席 委員長：竹入義勝 副委員長 ：浅井美幸 多田省吾 二宮文造 書記長 ：矢野絢也 政策審議会長 ：正木良明 国会対策委員長：大久保直彦 参議院議員団長：鈴木一弘 | 民社党：29議席 委員長：春日一幸 副委員長 ：佐々木良作 書記長 ：塚本三郎 政策審議会長 ：竹本孫一 国会対策委員長：玉置一徳 参議院議員会長：向井長年 常任顧問 ：曾禰益 西尾末広 |
| 日本共産党：17議席 議長 ：野坂参三 委員長：宮本顕治 副委員長 ：市川正一 岡正芳 西沢富夫 袴田里見 書記局長 ：不破哲三 政策委員会責任者：上田耕一郎 国会対策委員長 ：松本善明 参議院議員団長 ：岩間正男 | 新自由クラブ：17議席 代表：河野洋平 副代表 ：田川誠一 幹事長 ：西岡武夫 政策委員会責任者：小林正巳 国会対策委員長 ：山口敏夫                                        | |

## 議員

### 当選者
自民党   社会党   公明党   民社党   共産党   新自由クラブ   無所属 
| 北海道   | 1区  | 横路孝弘     | 地崎宇三郎 | 斎藤実       | 島本虎三   | 箕輪登     | 2区  | 川田正則   | 芳賀貢       | 安井吉典     | 村上茂利   |            |
| 北海道   | 3区  | 阿部文男     | 塚田庄平   | 田中正巳     |            |            | 4区  | 小平忠     | 岡田春夫     | 篠田弘作     | 池端清一   | 野村光雄   |
| 北海道   | 5区  | 岡田利春     | 中川一郎   | 本名武       | 島田琢郎   | 美濃政市   |      |            |              |              |            |            |
| 青森県   | 1区  | 古寺宏       | 熊谷義雄   | 津島雄二     | 竹中修一   |            | 2区  | 田沢吉郎   | 竹内黎一     | 津川武一     |            |            |
| 岩手県   | 1区  | 鈴木善幸     | 中村直     | 玉澤徳一郎   | 小川仁一   |            | 2区  | 小沢一郎   | 志賀節       | 北山愛郎     | 椎名悦三郎 |            |
| 宮城県   | 1区  | 愛知和男     | 西宮弘     | 武田一夫     | 三塚博     | 伊藤宗一郎 | 2区  | 日野市朗   | 菊池福治郎   | 長谷川峻     | 内海英男   |            |
| 秋田県   | 1区  | 佐々木義武   | 石田博英   | 佐藤敬治     | 川口大助   |            | 2区  | 栗林三郎   | 川俣健二郎   | 笹山茂太郎   | 根本龍太郎 |            |
| 山形県   | 1区  | 渡辺三郎     | 近藤鉄雄   | 木村武雄     | 鹿野道彦   |            | 2区  | 松沢雄蔵   | 加藤紘一     | 阿部昭吾     | 安宅常彦   |            |
| 福島県   | 1区  | 亀岡高夫     | 八百板正   | 天野光晴     | 安田純治   |            | 2区  | 伊東正義   | 渡部行雄     | 渋谷直蔵     | 渡部恒三   | 湊徹郎     |
| 福島県   | 3区  | 斎藤邦吉     | 上坂昇     | 菅波茂       |            |            |      |            |              |              |            |            |
| 茨城県   | 1区  | 葉梨信行     | 久保三郎   | 橋本登美三郎 | 中山利生   |            | 2区  | 塚原俊平   | 安島友義     | 石野久男     |            |            |
| 茨城県   | 3区  | 中村喜四郎   | 二見伸明   | 丹羽喬四郎   | 登坂重次郎 | 竹内猛     |      |            |              |              |            |            |
| 栃木県   | 1区  | 渡辺美智雄   | 森山欽司   | 船田中       | 稲葉誠一   | 広瀬秀吉   | 2区  | 武藤山治   | 藤尾正行     | 神田厚       | 和田一郎   | 稲村利幸   |
| 群馬県   | 1区  | 田辺誠       | 久保田円次 | 羽生田進     |            |            | 2区  | 中島源太郎 | 小川省吾     | 長谷川四郎   |            |            |
| 群馬県   | 3区  | 福田赳夫     | 小渕恵三   | 山口鶴男     | 中曽根康弘 |            |      |            |              |              |            |            |
| 埼玉県   | 1区  | 松永光       | 小川新一郎 | 只松祐治     |            |            | 2区  | 山口敏夫   | 小宮山重四郎 | 宮地正介     |            |            |
| 埼玉県   | 3区  | 荒舩清十郎   | 高田富之   | 鴨田宗一     |            |            | 4区  | 青木正久   | 板川正吾     | 野中英二     |            |            |
| 埼玉県   | 5区  | 大成正雄     | 沢田広     | 福永健司     |            |            |      |            |              |              |            |            |
| 千葉県   | 1区  | 鳥居一雄     | 始関伊平   | 木原実       | 柴田睦夫   |            | 2区  | 井上裕     | 宇野亨       | 林大幹       | 小川国彦   |            |
| 千葉県   | 3区  | 水田三喜男   | 石橋一弥   | 吉浦忠治     | 浜田幸一   | 森美秀     | 4区  | 友納武人   | 新村勝雄     | 染谷誠       |            |            |
| 神奈川県 | 1区  | 工藤晃       | 伊藤茂     | 小此木彦三郎 | 伏木和雄   |            | 2区  | 田川誠一   | 曽祢益       | 市川雄一     | 小泉純一郎 | 岩垂寿喜男 |
| 神奈川県 | 3区  | 甘利正       | 戸沢政方   | 加藤万吉     |            |            | 4区  | 川合武     | 大出俊       | 草野威       | 高橋高望   |            |
| 神奈川県 | 5区  | 河野洋平     | 河村勝     | 平林剛       |            |            |      |            |              |              |            |            |
| 山梨県   | 全県 | 鈴木強       | 中尾栄一   | 金丸信       | 堀内光雄   | 内田常雄   |      |            |              |              |            |            |
| 東京都   | 1区  | 麻生良方     | 与謝野馨   | 大塚雄司     |            |            | 2区  | 石原慎太郎 | 鈴切康雄     | 大内啓伍     | 宇都宮徳馬 | 大柴滋夫   |
| 東京都   | 3区  | 越智通雄     | 小坂徳三郎 | 山本政弘     | 池田克也   |            | 4区  | 粕谷茂     | 金子みつ     | 和田耕作     | 松本善明   | 大久保直彦 |
| 東京都   | 5区  | 中村靖       | 長田武士   | 高沢寅男     |            |            | 6区  | 有島重武   | 山口シヅエ   | 不破哲三     | 佐野進     |            |
| 東京都   | 7区  | 福田篤泰     | 長谷川正三 | 大野潔       | 工藤晃     |            | 8区  | 鳩山邦夫   | 山田久就     | 中川嘉美     |            |            |
| 東京都   | 9区  | 依田実       | 松本忠助   | 浜野清吾     |            |            | 10区 | 竹入義勝   | 渋沢利久     | 鯨岡兵輔     | 小林政子   | 島村宜伸   |
| 東京都   | 11区 | 伊藤公介     | 山花貞夫   | 石川要三     | 長谷雄幸久 |            |      |            |              |              |            |            |
| 新潟県   | 1区  | 小沢辰男     | 山本悌二郎 | 米田東吾     |            |            | 2区  | 佐藤隆     | 松沢俊昭     | 渡辺紘三     | 稲葉修     |            |
| 新潟県   | 3区  | 田中角栄     | 小林進     | 三宅正一     | 渡辺秀央   | 村山達雄   | 4区  | 木島喜兵衛 | 塚田徹       | 高鳥修       |            |            |
| 富山県   | 1区  | 住栄作       | 玉生孝久   | 古川喜一     |            |            | 2区  | 綿貫民輔   | 片岡清一     | 佐野憲治     |            |            |
| 石川県   | 1区  | 森喜朗       | 奥田敬和   | 島崎譲       |            |            | 2区  | 坂本三十次 | 瓦力         | 稲村佐近四郎 |            |            |
| 福井県   | 全県 | 福田一       | 平泉渉     | 坪川信三     | 田畑政一郎 |            |      |            |              |              |            |            |
| 長野県   | 1区  | 倉石忠雄     | 小坂善太郎 | 清水勇       |            |            | 2区  | 中村茂     | 井出一太郎   | 羽田孜       |            |            |
| 長野県   | 3区  | 向山一人     | 中島衛     | 小川平二     | 原茂       |            | 4区  | 下平正一   | 増田甲子七   | 唐沢俊二郎   |            |            |
| 岐阜県   | 1区  | 伏屋修治     | 武藤嘉文   | 松野幸泰     | 大野明     | 野田卯一   | 2区  | 渡辺栄一   | 楯兼次郎     | 金子一平     | 古屋亨     |            |
| 静岡県   | 1区  | 永原稔       | 大石千八   | 原田昇左右   | 佐野嘉吉   | 藪仲義彦   | 2区  | 渡辺朗     | 栗原祐幸     | 斉藤滋与史   | 渡辺芳男   | 小島静馬   |
| 静岡県   | 3区  | 塩谷一夫     | 竹本孫一   | 足立篤郎     | 斉藤正男   |            |      |            |              |              |            |            |
| 愛知県   | 1区  | 春日一幸     | 丹羽久章   | 横山利秋     | 田中美智子 |            | 2区  | 草川昭三   | 青山丘       | 加藤清二     | 久野忠治   |            |
| 愛知県   | 3区  | 海部俊樹     | 佐藤観樹   | 江崎真澄     |            |            | 4区  | 中野四郎   | 渡辺武三     | 太田一夫     | 浦野幸男   |            |
| 愛知県   | 5区  | 上村千一郎   | 村田敬次郎 | 岡田哲児     |            |            | 6区  | 塚本三郎   | 石田幸四郎   | 安藤巌       | 水平豊彦   |            |
| 三重県   | 1区  | 坂口力       | 川崎秀二   | 木村俊夫     | 田口一男   | 中井洽     | 2区  | 田村元     | 野呂恭一     | 藤波孝生     | 角屋堅次郎 |            |
| 滋賀県   | 全県 | 宇野宗佑     | 野口幸一   | 山下元利     | 西田八郎   | 瀬崎博義   |      |            |              |              |            |            |
| 京都府   | 1区  | 田中伊三次   | 加地和     | 竹内勝彦     | 藤原ひろ子 | 永末英一   | 2区  | 寺前巌     | 西中清       | 前尾繁三郎   | 山田芳治   | 玉置一徳   |
| 大阪府   | 1区  | 沖本泰幸     | 湯川宏     | 正森成二     |            |            | 2区  | 浅井美幸   | 東中光雄     | 中山正暉     | 中村正雄   | 前田治一郎 |
| 大阪府   | 3区  | 井上一成     | 原田憲     | 近江巳記夫   | 中野寛成   |            | 4区  | 矢野絢也   | 三谷秀治     | 塩川正十郎   | 上田卓三   |            |
| 大阪府   | 5区  | 木野晴夫     | 西村章三   | 正木良明     | 荒木宏     |            | 6区  | 中馬弘毅   | 左藤恵       | 北側義一     |            |            |
| 大阪府   | 7区  | 北川石松     | 春田重昭   | 馬場猪太郎   |            |            |      |            |              |              |            |            |
| 兵庫県   | 1区  | 砂田重民     | 渡部一郎   | 河上民雄     | 浦井洋     | 石井一     | 2区  | 永田亮一   | 刀祢館正也   | 岡本富夫     | 土井たか子 | 原健三郎   |
| 兵庫県   | 3区  | 小林正巳     | 飯田忠雄   | 渡海元三郎   |            |            | 4区  | 河本敏夫   | 新井彬之     | 戸井田三郎   | 後藤茂     |            |
| 兵庫県   | 5区  | 佐々木良作   | 谷洋一     | 伊賀定盛     |            |            |      |            |              |              |            |            |
| 奈良県   | 全県 | 奥野誠亮     | 吉田之久   | 川本敏美     | 林孝矩     | 服部安司   |      |            |              |              |            |            |
| 和歌山県 | 1区  | 中西啓介     | 坊秀男     | 坂井弘一     |            |            | 2区  | 早川崇     | 正示啓次郎   | 大島弘       |            |            |
| 鳥取県   | 全県 | 古井喜実     | 相沢英之   | 武部文       | 野坂浩賢   |            |      |            |              |              |            |            |
| 島根県   | 全県 | 竹下登       | 桜内義雄   | 吉原米治     | 細田吉蔵   | 栂野泰二   |      |            |              |              |            |            |
| 岡山県   | 1区  | 逢沢英雄     | 山田太郎   | 矢山有作     | 柴田健治   | 大村襄治   | 2区  | 加藤六月   | 貝沼次郎     | 藤井勝志     | 水田稔     | 橋本龍太郎 |
| 広島県   | 1区  | 灘尾弘吉     | 大原亨     | 萩原幸雄     |            |            | 2区  | 中川秀直   | 池田行彦     | 森井忠良     | 増岡博之   |            |
| 広島県   | 3区  | 宮沢喜一     | 古川雅司   | 内海清       | 佐藤守良   | 福岡義登   |      |            |              |              |            |            |
| 山口県   | 1区  | 安倍晋太郎   | 林義郎     | 田中龍夫     | 枝村要作   |            | 2区  | 宮井泰良   | 岸信介       | 山田耻目     | 受田新吉   | 高村坂彦   |
| 徳島県   | 全県 | 三木武夫     | 後藤田正晴 | 森下元晴     | 広沢直樹   | 井上普方   |      |            |              |              |            |            |
| 香川県   | 1区  | 木村武千代   | 成田知巳   | 藤本孝雄     |            |            | 2区  | 大平正芳   | 加藤常太郎   | 久保等       |            |            |
| 愛媛県   | 1区  | 塩崎潤       | 湯山勇     | 関谷勝嗣     |            |            | 2区  | 越智伊平   | 森清         | 藤田高敏     |            |            |
| 愛媛県   | 3区  | 毛利松平     | 西田司     | 今井勇       |            |            |      |            |              |              |            |            |
| 高知県   | 全県 | 平石磨作太郎 | 谷川寛三   | 山原健二郎   | 大西正男   | 井上泉     |      |            |              |              |            |            |
| 福岡県   | 1区  | 田中昭二     | 辻英雄     | 楢崎弥之助   | 山崎拓     | 森田欽二   | 2区  | 宮田早苗   | 大橋敏雄     | 松本七郎     | 三原朝雄   | 多賀谷真稔 |
| 福岡県   | 3区  | 山崎平八郎   | 細谷治嘉   | 権藤恒夫     | 楢橋進     | 稲富稜人   | 4区  | 蔵内修治   | 中西績介     | 鍛冶清       | 田中六助   |            |
| 佐賀県   | 全県 | 保利茂       | 山下徳夫   | 三池信       | 大坪健一郎 | 愛野興一郎 |      |            |              |              |            |            |
| 長崎県   | 1区  | 西岡武夫     | 小宮武喜   | 倉成正       | 中村重光   | 谷口是巨   | 2区  | 石橋政嗣   | 中村弘海     | 金子岩三     | 白浜仁吉   |            |
| 熊本県   | 1区  | 藤田義光     | 松野頼三   | 野田毅       | 坂本恭一   | 瀬野栄次郎 | 2区  | 福島譲二   | 坂田道太     | 馬場昇       | 園田直     | 福永一臣   |
| 大分県   | 1区  | 村山富市     | 村上勇     | 広瀬正雄     | 羽田野忠文 |            | 2区  | 阿部未喜男 | 西村英一     | 佐藤文生     |            |            |
| 宮崎県   | 1区  | 米沢隆       | 大原一三   | 江藤隆美     |            |            | 2区  | 堀之内久男 | 瀬戸山三男   | 児玉末男     |            |            |
| 鹿児島県 | 1区  | 宮崎茂一     | 新盛辰雄   | 川崎寛治     | 山崎武三郎 |            | 2区  | 中馬辰猪   | 村山喜一     | 有馬元治     |            |            |
| 鹿児島県 | 3区  | 二階堂進     | 山中貞則   | 橋口隆       |            |            | 奄美 | 保岡興治   |              |              |            |            |
| 沖縄県   | 全県 | 瀬長亀次郎   | 玉城栄一   | 上原康助     | 西銘順治   | 国場幸昌   |      |            |              |              |            |            |

#### 補欠当選等
| 年                   | 月日  | 選挙区     | 選出       | 新旧別 | 当選者     | 所属党派   | 欠員       | 所属党派     | 欠員事由       |
| -------------------- | ----- | ---------- | ---------- | ------ | ---------- | ---------- | ---------- | ------------ | -------------- |
| 1976                 | 12.24 | 千葉3区    | 繰上補充   | 新     | 千葉千代世 | 日本社会党 | 水田三喜男 | 自由民主党   | 1976.12.22死去 |
| 1977                 | 1.21  | 愛知4区    | 繰上補充   | 新     | 稲垣実男   | 自由民主党 | 浦野幸男   | 自由民主党   | 1977.1.16死去  |
| 1977                 | -     | 広島3区    | （未実施） |        |            |            | 内海清     | 民社党       | 1977.7.1死去   |
| 1977                 | -     | 福島2区    | （未実施） |        |            |            | 湊徹郎     | 自由民主党   | 1977.7.19死去  |
| 1977                 | -     | 福井全県区 | （未実施） |        |            |            | 坪川信三   | 自由民主党   | 1977.11.20死去 |
| 1977                 | -     | 山梨全県区 | （未実施） |        |            |            | 内田常雄   | 自由民主党   | 1977.12.29死去 |
| 1978                 | -     | 兵庫2区    | （未実施） |        |            |            | 刀祢館正也 | 新自由クラブ | 1978.1.8死去   |
| 1978                 | -     | 三重1区    | （未実施） |        |            |            | 川崎秀二   | 自由民主党   | 1978.2.22死去  |
| 1978                 | -     | 茨城3区    | （未実施） |        |            |            | 丹羽喬四郎 | 自由民主党   | 1978.3.30死去  |
| 1978                 | -     | 富山2区    | （未実施） |        |            |            | 佐野憲治   | 日本社会党   | 1978.4.4死去   |
| 1978                 | -     | 沖縄全県区 | （未実施） |        |            |            | 西銘順治   | 自由民主党   | 1978.11.14辞職 |
| 1978                 | -     | 広島1区    | （未実施） |        |            |            | 萩原幸雄   | 自由民主党   | 1978.11.29死去 |
| 1979                 | 1.14  | 京都2区    | 補欠選挙   | 元     | 谷垣専一   | 自由民主党 | 山田芳治   | 無所属       | 1978.3.15退職  |
| 1979                 | 1.14  | 京都2区    | 補欠選挙   | 新     | 玉置一弥   | 民社党     | 玉置一徳   | 民社党       | 1978.11.26死去 |
| 1979                 | -     | 埼玉3区    | （未実施） |        |            |            | 鴨田宗一   | 自由民主党   | 1979.2.8死去   |
| 1979                 | -     | 佐賀全県区 | （未実施） |        |            |            | 保利茂     | 自由民主党   | 1979.3.4死去   |
| 1979                 | -     | 香川1区    | （未実施） |        |            |            | 成田知巳   | 日本社会党   | 1979.3.9死去   |
| 1979                 | -     | 岩手1区    | （未実施） |        |            |            | 中村直     | 自由民主党   | 1979.3.14退職  |
| 1979                 | -     | 秋田1区    | （未実施） |        |            |            | 川口大助   | 日本社会党   | 1979.3.14退職  |
| 1979                 | -     | 東京1区    | （未実施） |        |            |            | 麻生良方   | 無所属       | 1979.3.14退職  |
| 1979                 | -     | 栃木1区    | （未実施） |        |            |            | 船田中     | 自由民主党   | 1979.4.12死去  |
| 1979                 | -     | 福岡1区    | （未実施） |        |            |            | 森田欽二   | 自由民主党   | 1979.4.13死去  |
| 出典：戦後の補欠選挙 |       |            |            |        |            |            |            |              |                |

### 初当選
計124名
※：参議院議員経験者
自由民主党
34名
- 逢沢英雄
- 相沢英之
- 愛知和男
- 池田行彦
- 石川要三

- 石橋一弥
- 大塚雄司
- 鹿野道彦
- 川田正則
- 北川石松

- 小島静馬
- 後藤田正晴
- 佐野嘉吉
- 島村宜伸
- 関谷勝嗣

- 谷洋一
- 谷川寛三
- 塚原俊平
- 辻英雄
- 津島雄二

- 玉生孝久
- 戸沢政方
- 友納武人
- 中西啓介
- 中村直

- 中村靖
- 原田昇左右
- 堀内光雄
- 森清
- 森田欽二

- 山崎武三郎
- 湯川宏
- 与謝野馨
- 渡辺秀央

日本社会党
28名
- 安島友義
- 池端清一
- 伊藤茂
- 井上一成
- 上田卓三

- 大島弘
- 小川仁一
- 小川国彦
- 川口大助
- 川本敏美

- 後藤茂
- 沢田広
- 渋沢利久
- 清水勇
- 鈴木強※

- 田畑政一郎
- 栂野泰二
- 中西績介
- 新村勝雄
- 新盛辰雄

- 野口幸一
- 馬場猪太郎
- 日野市朗
- 水田稔
- 山花貞夫

- 矢山有作※
- 吉原米治
- 渡部行雄

公明党
20名
- 飯田忠雄
- 池田克也
- 市川雄一
- 鍛冶清
- 草野威

- 権藤恒夫
- 瀬野栄次郎
- 竹内勝彦
- 武田一夫
- 谷口是巨

- 玉城栄一
- 長田武士
- 野村光雄
- 長谷雄幸久
- 春田重昭

- 平石磨作太郎
- 伏屋修治
- 藪仲義彦
- 宮地正介
- 吉浦忠治

民社党
11名
- 青山丘
- 大内啓伍
- 神田厚
- 高橋高望
- 中井洽

- 中野寛成
- 中村正雄※
- 西村章三
- 山本悌二郎
- 米沢隆

- 渡辺朗

日本共産党
3名
- 安藤巌
- 工藤晃
- 藤原ひろ子

新自由クラブ
12名
- 甘利正
- 伊藤公介
- 大成正雄
- 加地和
- 川合武

- 菊池福治郎
- 工藤晃
- 中馬弘毅
- 刀祢館正也
- 中川秀直

- 永原稔
- 依田実

無所属
16名
- 井上裕
- 宇野亨
- 大原一三
- 大坪健一郎
- 草川昭三

- 佐藤隆※
- 水平豊彦
- 玉澤徳一郎
- 中島衛
- 中村喜四郎

- 西田司
- 鳩山邦夫
- 平泉渉※
- 福島譲二
- 堀之内久男

- 安田純治

### 返り咲き・復帰
計46名
自由民主党
19名
- 青木正久
- 阿部文男
- 有馬元治
- 石原慎太郎
- 川崎秀二

- 高村坂彦
- 蔵内修治
- 始関伊平
- 砂田重民
- 塚田徹

- 中島源太郎
- 永田亮一
- 中野四郎
- 丹羽久章
- 藤田義光

- 古井喜実
- 増田甲子七
- 向山一人
- 山口シヅエ

日本社会党
12名
- 伊賀定盛
- 大原亨
- 岡田利春
- 加藤万吉
- 北山愛郎

- 栗林三郎
- 武部文
- 只松祐治
- 西宮弘
- 松沢俊昭

- 松本七郎
- 八百板正
- 渡辺芳男

公明党
10名
- 貝沼次郎
- 斎藤実
- 鳥居一雄
- 中川嘉美
- 西中清

- 二見伸明
- 古川雅司
- 古寺宏
- 宮井泰良
- 和田一郎

民社党
3名
- 曾禰益
- 西田八郎
- 吉田之久

無所属
2名
- 麻生良方
- 宇都宮徳馬

### 引退
計34名
自由民主党
21名
- 藤山愛一郎
- 島村一郎
- 床次徳二
- 中村梅吉
- 松浦周太郎

- 西村直己
- 田中栄一
- 高見三郎
- 早稲田柳右衛門
- 中垣国男

- 伊能繁次郎
- 千葉三郎
- 小島徹三
- 佐々木秀世
- 赤沢正道

- 亀山孝一
- 永山忠則
- 関谷勝利
- 中村寅太
- 坂村吉正

- 粟山ひで

日本社会党
9名
- 久保田鶴松
- 日野吉夫
- 阪上安太郎
- 金丸徳重
- 辻原弘市

- 山中吾郎
- 山崎始男
- 吉田法晴
- 渡辺惣蔵

公明党
2名
- 鬼木勝利
- 松尾信人

民社党
2名
- 折小野良一
- 神田大作

### 落選
計99名
自由民主党
49名
- 三枝三郎（北海道4）
- 安田貴六（北海道5）
- 野原正勝（岩手1）
- 大石武一（宮城2）
- 村岡兼造（秋田2）
- 黒金泰美（山形1）
- 八田貞義（福島2）
- 梶山静六（茨城2）
- 赤城宗徳（茨城3）
- 北沢直吉（茨城3）

- 小平久雄（栃木2）
- 三ツ林弥太郎（埼玉4）
- 臼井荘一（千葉1）
- 水野清（千葉2）
- 山村新治郎（千葉2）
- 天野公義（東京6）
- 深谷隆司（東京8）
- 小山省二（東京11）
- 植木庚子郎（福井全）
- 高橋千寿（新潟1）

- 旗野進一（新潟2）
- 大野市郎（新潟3）
- 大竹太郎（新潟4）
- 吉川久衛（長野3）
- 木部佳昭（静岡2）
- 丹羽兵助（愛知2）
- 山本幸雄（三重1）
- 田中覚（三重1）
- 上田茂行（滋賀全）
- 谷垣専一（京都2）

- 松本十郎（兵庫4）
- 有田喜一（兵庫5）
- 前田正男（奈良全）
- 徳安実蔵（鳥取全）
- 島田安夫（鳥取全）
- 大橋武夫（島根全）
- 笠岡喬（岡山1）
- 谷川和穂（広島2）
- 加藤陽三（広島2）
- 小沢太郎（山口2）

- 秋田大助（徳島全）
- 井原岸高（愛媛2）
- 阿部喜元（愛媛3）
- 田村良平（高知全）
- 大久保武雄（熊本1）
- 吉永治市（熊本2）
- 小山長規（宮崎2）
- 宇田国栄（鹿児島1）
- 中尾宏（鹿児島2）

日本社会党
21名
- 米内山義一郎（青森1）
- 山本弥之助（岩手1）
- 佐々木更三（宮城1）
- 清水徳松（埼玉2）
- 加藤清政（東京1）

- 阿部助哉（新潟2）
- 堂森芳夫（福井全）
- 小林信一（山梨全）
- 中沢茂一（長野1）
- 山本幸一（岐阜1）

- 勝沢芳雄（静岡1）
- 勝間田清一（静岡2）
- 赤松勇（愛知6）
- 竹村幸雄（京都1）
- 井岡大治（大阪2）

- 和田貞夫（大阪5）
- 堀昌雄（兵庫2）
- 田中武夫（兵庫3）
- 江田三郎（岡山2）
- 八木昇（佐賀全）

- 松浦利尚 (宮崎1)

公明党
2名
- 小浜新次（神奈川3）
- 高橋繁（静岡2）

民社党
2名
- 小沢貞孝（長野4）
- 池田禎治（福岡4）

日本共産党
24名
- 青柳盛雄（東京5）
- 諫山博（福岡1）
- 石母田達（神奈川4）
- 梅田勝（京都1）
- 金子満広（東京8）

- 神崎敏雄（大阪6）
- 木下元二（兵庫2）
- 栗田翠（静岡1）
- 紺野与次郎（東京1）
- 庄司幸助（宮城1）

- 多田光雄（北海道1）
- 津金佑近（東京3）
- 土橋一吉（東京11）
- 中川利三郎（秋田1）
- 中路雅弘（神奈川2）

- 中島武敏（東京9）
- 野間友一（和歌山1）
- 林百郎（長野3）
- 平田藤吉（埼玉5）
- 増本一彦（神奈川3）

- 三浦久（福岡4）
- 村上弘（大阪3）
- 米原昶（東京2）
- 田代文久（福岡2）

無所属
1名
- 佐藤孝行（北海道3）

### 記録的当選・落選者
- 最年少当選者　　：中村喜四郎（無所属・茨城3区） 27歳7ヶ月
- 最高齢当選者　　：船田中（自民・栃木1区） 81歳7ヶ月
- 最多得票当選者　：田川誠一（新自ク・神奈川2区） 203,647票
- 最少得票当選者　：村山達雄（自民・新潟3区） 37,107票
- 最多得票落選者　：多田光雄（共産・北海道1区） 114,840票
- 最多当選　　　　：三木武夫（自民・徳島全県区）15回（連続）、船田中（自民・栃木1区）15回

## 選挙後

### 国会
第79回国会（臨時会）
会期：1976年12月24日 - 12月28日
- 衆議院議長選挙（1976年12月24日　投票者数：505 過半数：253）

保利茂　　（自民党）　：503票
無効　　　　　　　　　：002票
- 衆議院副議長選挙（1976年12月24日　投票者数：507 過半数：254）

三宅正一（社会党）　：505票
無効　　　　　　　　　：002票
- 内閣総理大臣指名選挙（1976年12月24日）

衆議院議決（投票者数：508　過半数：255）
福田赳夫　（自民党）　：256票
成田知巳　（社会党）　：122票
竹入義勝　（公明党）　：055票
春日一幸　（民社党）　：028票
野坂参三　（共産党）　：019票
河野洋平　（新自由クラブ）　：018票
無効　　　　　　　　　：010票
第86回国会（臨時会）
会期：1978年12月6日 - 12月12日
- 内閣総理大臣指名選挙（1978年12月6日）

衆議院議決（投票者数：491　過半数：246）
大平正芳　（自民党）　：254票
下平正一　（社会党）　：106票
竹入義勝　（公明党）　：058票
佐々木良作（民社党）　：025票
宮本顕治　（共産党）　：019票
河野洋平　（新自由クラブ）　：019票
第87回国会（常会）
会期：1978年12月22日 - 1979年6月14日
- 衆議院議長選挙（1979年2月1日　投票者数：439 過半数：220）

灘尾弘吉　（自民党）　：436票
田川誠一　（新自由クラブ）　：001票
無効　　　　　　　　　：002票